# Hatanaka Takeo
Hatanaka Takeo (jap. 畑中 武夫, * 1. Januar 1914 in Tanabe (Wakayama); † 10. November 1963 in Tokio) war ein japanischer Astronom.

## Leben
Hatanaka Takeo (Takeo ist der Vorname, der in Japan traditionell dem Familiennamen nachgestellt wird) wurde im Alter von drei Jahren von einer Familie in Shingū (Wakayama) adoptiert. Er studierte dann an der Kaiserlichen Universität, der heutigen Universität von Tokio, wo er 1937 einen ersten Abschluss und 1945 einen Doktorgrad mit einer Dissertation über optische Wechselwirkungen von He II, O III und N IV Atomen in planetaren Nebeln erhielt. Seit 1937 lehrte er an der Universität und erhielt dort 1953 eine volle Professur.

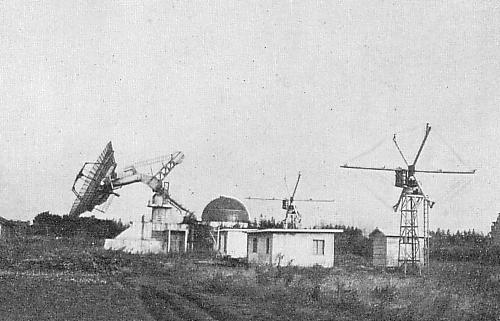
Tokyo Astronomical Observatory in den 1950ern

Hatanaka arbeitete hauptsächlich am  Tokyo Astronomical Observatory der Universität Tokio, dem heutigen National Astronomical Observatory of Japan. Er begann 1948 mit solarer Radioastronomie und ihm gelang mit einer 1949 errichteten Parabolantenne der Nachweis von Sonneneruptionen. Ein Nachbau dieser Antenne wurde später auch am Nobeyama Radio Observatory verwendet. Zusammen mit Taketani Mitsuo und Obi Shin'ya führte er auch theoretische Forschungen über frühe Sternentstehung und die Evolution von Galaxien durch.

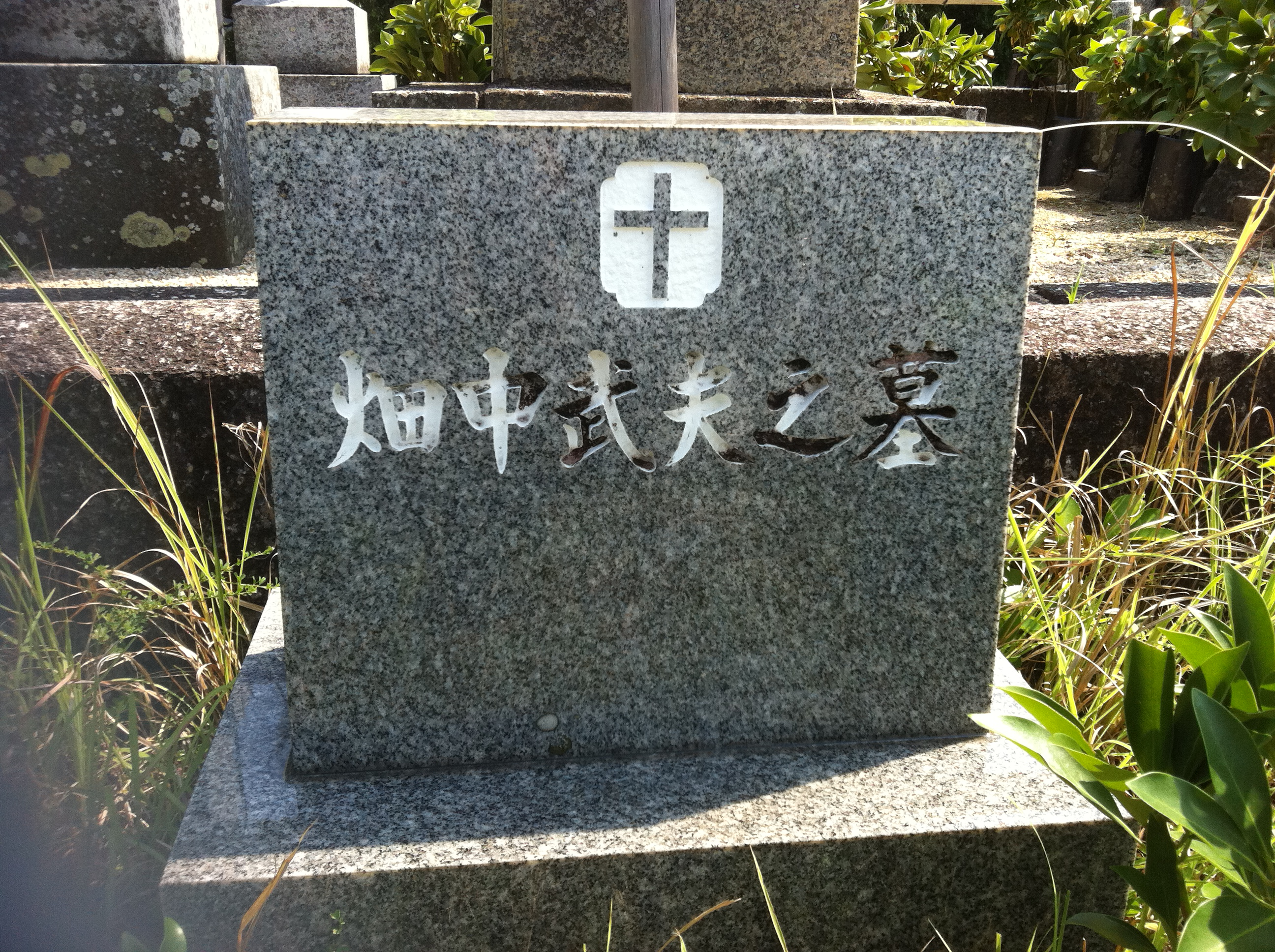
Das Grab in Shingū

Hatanaka Takeo war verheiratet und hatte zwei Kinder. Er starb am 10. November 1963 und wurde in Shingū (Wakayama) begraben.

## Ehrungen
- Posthum wurde Hatanaka mit dem Orden des Heiligen Schatzes dritter Klasse ausgezeichnet.[1]
- Im Jahre 1970 benannte die IAU den Mondkrater Hatanaka offiziell nach Hatanaka Takeo.[6]
- Der 1978 entdeckte Asteroid (4051) Hatanaka wurde nach Hatanaka Takeo benannt.[7]